# Adolfo Valencia
Adolfo José Valencia Mosquera (* 6. února 1968) je bývalý kolumbijský fotbalista, který hrál jako útočník. Díky své mohutné postavě byl přezdíván El tren (vlak). Hrál v celkem sedmi zemích. Reprezentoval Kolumbii, hrál na dvou mistrovstvích světa.

## Klubová kariéra
Narodil se v Buenaventura. Kariéru začal v Independiente Santa Fe. V sezóně 1994/1995 hrál za Bayern Mnichov, se kterým vyhrál titul Bundesligy. Stal se nejlepším klubovým střelcem sezóny, vstřelil 11 gólů, tolika gólů dosáhl i Mehmet Scholl.
Poté odehrál sezónu za Atlético Madrid, kde se zapletl do problému s prezidentem klubu Jesúsem Gilem, v zápasech celkově podával podprůměrné výkony. Následně vystřídal několik klubů na několika kontinentech, hrál za Independiente Santa Fe, Américu de Cali, Reggianu, Independiente Medellín, PAOK, MetroStars, Chang-čou Lu-čcheng a Uniónu Maracaibo. Svou kariéru ukončil v roce 2004.
Během působení v MetroStars vstřelil za sezónu 16 ligových gólů.

## Reprezentační kariéra
Za Kolumbii debutoval 31. července 1992 proti USA, v zápase vstřelil gól. Hrál na Mistrovství světa ve fotbale 1994 a Mistrovství světa ve fotbale 1998. S Bernardem Redínem byl nejlepším střelcem reprezentace na mistrovství světa. Dne 5. září 1993 byl jedním ze tří hráčů, kteří skórovali proti Argentině v kvalifikaci na Mistrovství světa 1994 (výhra 5:0).